# Nadschīb ar-Rayyis
Nadschīb Mahmūd ar-Rayyis (arabisch نجيب محمود الريس, DMG Naǧīb Maḥmūd ar-Rayyis; * 1898 in Hama, Syrien; † 1952 in Damaskus, Syrien) war ein syrischer Journalist, Herausgeber und antikolonialistischer Aktivist.

## Leben
Nadschīb ar-Rayyis wurde 1898 im Osmanischen Reich in der syrischen Stadt Hama geboren und erhielt seine grundlegende Ausbildung an dortigen Privatschulen. Danach zog er mit seinem Vater nach Homs, da dieser dort zum Polizeipräsidenten ernannt wurde, während er seine Studien bei renommierten Professoren der Arabischen Sprache und des Islam fortsetzte.

### Arbeit als Journalist
Im Jahr 1919 begab sich ar-Rayyis nach Damaskus, um dort als Journalist im syrischen Zeitungswesen zu arbeiten. Er korrespondierte in der Folge mit zahlreichen libanesischen Zeitungen, darunter al-Ahrār / الأحرار / al-Aḥrār / ‚Die Freien‘ und an-Nahār / النهار / ‚Die Tageszeit‘, später gab er ab 1928 selbst die Zeitung al-Qabas / القبس / ‚Die Glut‘ heraus, die zu einem Sprachrohr der nationalistischen Bewegung und der nationalen Erneuerung in Syrien und den arabischen Gebieten wurde. al-Qabas wurde zu einer der berühmtesten Zeitungen Syriens und genoss darüber hinaus hohe Glaubwürdigkeit beim syrischen Volk.
al-Qabas wurde 1953 mit der von ʿIzzat Husrīa herausgegebenen damaszener Zeitung al-ʿIlm / العلم / ‚Das Wissen‘ verschmolzen durch den Erlass einer Verordnung des Präsidenten Adīb asch-Schīschaklī, als jeweils zwei Zeitungen des Landes zu einer vereint werden mussten, und erschien anschließend unter dem Namen az-Zamān / الزمان / ‚Die Zeit‘. Nach der Aufhebung des Verschmelzungserlasses trennte sie sich kurze Zeit danach wieder von der Zeitung al-ʿIlm. Später schlugen ar-Rayyis’ Erben und ʿIzzat Husrīa eine erneute freiwillige Verschmelzung der beiden Zeitungen in gegenseitigem Einvernehmen vor, deren erste Ausgabe 1954 unter dem Namen al-Qabas al-ʿIlm erschien, aber sie kehrte alsbald zur unabhängigen Herausgabe zurück.

### Kampf für die Nation
Nadschīb ar-Rayyis wurde insbesondere bekannt durch seine journalistische Arbeit im Kampf für die Nation. Seine Leitartikel waren flammende Peitschenhiebe gegen die französischen Kolonialherren, weshalb das Erscheinen von al-Qabas wieder und wieder ausgesetzt wurde, bis die Anordnung dadurch aufgehoben wurde, dass er den hohen Preis der Inhaftierung und Verbannung durch die französische Mandatsherrschaft dafür zahlte. Er erlangte große Berühmtheit durch sein bekanntes patriotisches Gedicht Yā ẓalām as-siǧn, das er im Jahr 1922 während seiner Verbannung auf der Insel Arwād vor der syrischen Küste bei Tartūs dichtete. Zwischen 1920 und 1943 war ar-Rayyis immer wieder Insasse von Gefängnissen, Straflagern und Verbannungsorten, u. a. in Damaskus, al-Mizza, Aleppo, Beirut, Rāschayā, so dass er im Laufe seines Lebens insgesamt acht Jahre im Gefängnis verbrachte.
ar-Rayyis war ab 1943 wieder ein freier und geehrter Mann mit Prinzipien, deshalb wählten ihn die Einwohner von Damaskus für vier Jahre zu ihrem Abgeordneten unter dem Präsidenten Schukrī al-Quwatlī. Im Parlament wurde er bekannt als wortgewandter und mutiger Redner bei der Verteidigung der Belange des Landes und des Wohles des Volkes. Nach dieser Periode stellte er sich aber nicht mehr zur Wahl und beschäftigte sich ausschließlich mit seiner Zeitung, für die er Artikel schrieb, in denen er zur Bewahrung und zum Schutz der Unabhängigkeit aufforderte. Er zog damit die journalistische Arbeit der Abgeordnetenarbeit vor, um die Regierung zur Förderung der Wirtschaft, zur Unterstützung der Landwirtschaft und Industrie, sowie zur Steigerung der Produktion aufzufordern.

### Tod
ar-Rayyis setzte seine journalistische Arbeit fort, bis er sich müde und unwohl fühlte und Thermalbäder in Syrien aufsuchte, um dort Heilung zu finden. Er blieb dort einige Wochen, danach kehrte er, sich immer noch müde fühlend, zurück. Eine Behandlung durch die besten Ärzte brachte ihn auf den Weg der Genesung von der Krankheit, aber dann ereilte ihn der Tod und er wurde in Damaskus beerdigt.

## Seine Werke
Nidāl / نضال / Niḍāl / ‚Kampf‘, das erste von Nadschīb ar-Rayyis herausgegebene Buch, wurde 1934 in der damaszener Druckerei al-Qabas verlegt und stellt eine Anzahl seiner Artikel zusammen, die wichtige Ereignisse in jener Zeit zum Gegenstand haben. Das Buch wurde vor Kurzem erneut herausgebracht ohne jede Abänderung zu seiner ersten Auflage. Das Charakteristikum dieses Buches, welches 366 mittelformatige Seiten umfasst, ist, dass es als Beispiel für den Stil von Nadschīb ar-Rayyis gilt, „hitzig und eigen, wie er ihn bei seiner Zeitung al-Qabas ausübte und welcher auf seine politische und patriotische Einstellung bei der Verteidigung der Unabhängigkeit und der Einheit Syriens hinweist“.
Dschirāh / جراح / Ǧirāḥ / ‚Wunden‘, das zweite Buch von Nadschīb ar-Rayyis wurde einige Monate nach seinem Tod im Jahr 1952 aufgelegt und dann erneut nach fast 56 Jahren ohne jegliche Änderung oder Überarbeitung. Das Buch umfasst 220 Seiten mittleren Formats und enthält Aufsätze über Vorkommnisse in Syrien zwischen 1935 und 1945, „als das politische Leben in Syrien lärmend und festlich war durch die Revolutionen und den Kampf gegen den Kolonialismus und die Forderung nach der Einheit des Landes und seiner Unabhängigkeit“.
al-Qabas al-mudī’ / القبس المضيء / al-Qabas al-muḍī’ / ‚Die leuchtende Glut‘, das zehnte Buch aus der Reihe al-Aʿmāl al-muchtāra / الأعمال المختارة / al-Aʿmāl al-muḫtāra / ‚Die ausgewählten Taten‘, die vom Verlag Riyād al-Rayyis im Jahr 1994 herausgegeben wurde, ist „ein Buch über Nadschīb ar-Rayyis und zugleich aus seiner Feder“. Das Buch, das 470 großformatige Seiten umfasst, enthält einiges, das über Nadschīb ar-Rayyis während seines Lebens und nach seinem Tod veröffentlicht wurde, neben Verschiedenem, was er selbst schrieb „über die libanesische Presse, was konkret ein neues Licht wirft auf sein Leben und seine Einstellung“. Der Verlag an-Naschr gab es erneut heraus mit der Bemerkung: „Diesem Buch wurden bei seiner Neuauflage einige neue Artikel und Bilder hinzugefügt, die in der ursprünglichen Ausgabe fehlten“.

## Sein GedichtYā ẓalām as-siǧn
ar-Rayyis schuf dieses patriotische Gedicht in der Form einer Qasida im Jahr 1922 während seiner Haft auf der Insel Arwād, wohin er wegen seiner Opposition gegen die französische Mandatsherrschaft in Syrien verbannt war.
Dieses Gedicht mit seiner für eine Qasida typischen formalen und inhaltlichen Gliederung wurde vom Komponisten Muhammad Fulayfil vertont und als Lied unter dem gleichen Titel bekannt.
إنّنا نَهْـوَى الظـلامَا

فجـرُ مجـدٍ يتَسَامى

يا مـقـرَّ المُخلِصينا

لا يهـابـونَ المنونا

يومَ أقسَـمْنا اليَـمِينا

واتخذنا الصدقَ دِيـنَا

واسمَعوا مِنّا الكَلاما

منعُـهُ كَـانَ حَرَاما

ما تقاسِـيه بِـلادِي

ذو وفــاءٍ وَ وِدادِ

نغمةً تُشـجي فُؤادي

للأسـى والاضطهادِ

لم أخن يومًا نظاما

في فؤادي قد أقاما
يا ظلامَ السّـجنِ خَيِّمْ

ليسَ بعدَ الليل إلا

إيـهِ يا دارَ الفخـارِ

قد هَبَطْنَاكِ شَـبَاباً

و تَـعَاهدنا جَـميعاً

لنْ نخونَ العهدَ يوماً

أيها الحراس رِفـقـاً

مـتّعُـونا بِـهَـواء

لـسـتُ والله نَسـيّاً

فاشْـهَدَنْ يا نَجمُ إنّي

يا رنينَ القـيدِ زدني

إنَّ في صَـوتِكَ مَعنى

لم أكن يومًا أثيمًا

إنما حب بلادي

### Übersetzung
O Dunkel des Kerkers umhülle (uns), denn wir lieben die Dunkelheit;

Nach der Nacht gäbe es nichts, stiege nicht ein Dämmern des Ruhmes empor.

Ach, o Stätte des Ruhmes, o Bleibe der Getreuen,

Wir brachten dir Jünglinge dar, die keine Furcht vor dem Tod haben

Und wir alle gaben einander unser Wort, an dem Tag schwuren wir den Eid.

Wir werden das Versprechen niemals brechen, denn wir nahmen die Aufrichtigkeit zum Glauben.

O ihr Wächter, seid nachsichtig, und hört von uns die Worte,

Lasst uns die Luft genießen, sie vorzuenthalten wäre eine Sünde.

Bei Allah, nie vergesse ich, was mein Land erleidet,

Ich rufe euch zu Zeugen an, o Sterne, dass ich Treue und Liebe in mir habe.

O Klang der Fesseln, gebt mir mehr von dem Ton, der mein Herz wehmütig macht,

Denn in deiner Stimme liegt ein Sinn von Trauer und Unterdrückung.

Ich war nie ein Ruchloser, nie verriet ich die Ordnung,

Vielmehr hat die Liebe zu meinem Land einen festen Platz in meinem Herzen.
| Personendaten    | Personendaten                                  |
| ---------------- | ---------------------------------------------- |
| NAME             | Rayyis, Nadschīb ar-                           |
| ALTERNATIVNAMEN  | Rayyis, Nadschīb Mahmūd ar-                    |
| KURZBESCHREIBUNG | syrischer Journalist, Herausgeber und Ideologe |
| GEBURTSDATUM     | 1898                                           |
| GEBURTSORT       | Hama, Syrien                                   |
| STERBEDATUM      | 1952                                           |
| STERBEORT        | Damaskus, Syrien                               |